# 武科萨夫列
武科萨夫列（塞尔维亚语：／），是波斯尼亚和黑塞哥维那实体之一塞族共和國的市镇。市镇面积为94.9平方公里，2013年人口数量为4,667人，其中768人居住在同名中心村庄内。
该市镇是从战前奥扎克市镇析出部分区域（奥扎克市镇的另一部分现隶属于波黑联邦）及莫德里查市镇的几个村庄而成的。

## 人口
|      | 2013年         | 1991年         |
| 总计 | 4,667 (100,0%) | 7,999 (100,0%) |
| 波族 | 2,180 (46,71%) | 2,861 (35,77%) |
| 塞族 | 1,516 (32,48%) | 1,332 (16,65%) |
| 克族 | 776 (16,63%)   | 3,440 (43,01%) |
| 其他 | 195 (4,178%)   | 366 (4,58%)    |

## 图集

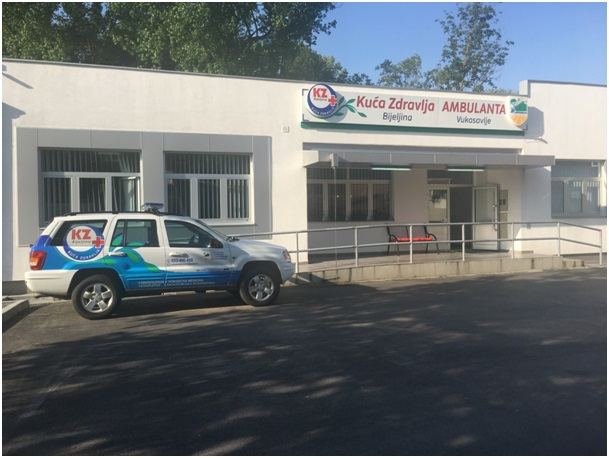
社区保健中心
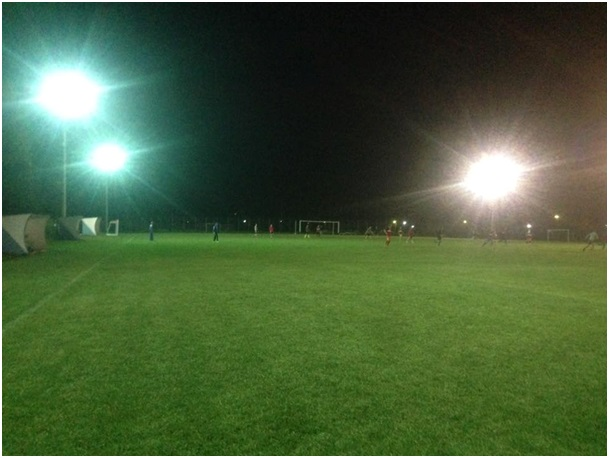
当地球场